# Голицын, Сергей Михайлович (1774—1859)
Князь Сергей Михайлович Голицын (9 июля 1774 — 7 февраля 1859) — государственный деятель Российской империи, яркая личность грибоедовской Москвы, владелец и устроитель усадеб Кузьминки и Гребнево, прозванный «последним московским вельможей». Действительный тайный советник 1-го класса, был удостоен всех высших российских орденов.

## Биография
Представитель «Михайловичей», самой вельможной ветви рода Голицыных; внук генерал-адмирала М. М. Голицына. Младший сын Михаила Михайловича, генерала-поручика и камергера, и баронессы Анны Строгановой (1739—1816), старшей дочери и наследницы богатейшего промышленника А. Г. Строганова (1698—1754).
Получил домашнее образование. В детстве был записан на военную службу в Измайловский лейб-гвардии полк. 21 апреля 1785 он произведен в чин прапорщика, в январе 1788 поручика, а в 1795 году в чин капитана. Поступил на придворную службу (1796), произведён в камер-юнкеры, а через год — в действительные камергеры. Вот некоторые из должностей, которые занимал Сергей Михайлович:
- Президент Московского попечительного комитета (1818),
- Вице-президент Московского попечительного комитета о тюрьмах (1828),
- Председатель Московского опекунского совета (1830),
- Попечитель Московского учебного округа (1830, уволен от должности в 1835),
- Член Государственного совета (1837),
- Вице-президент комиссии по сооружению в Москве храма Христа Спасителя (1837),
- Главный директор Павловской больницы в Москве (1843),
- Председатель в Московском отделении Главного совета женских учебных заведений (1845).

18 ноября 1807 года Сергей Михайлович Голицын был назначен почётным опекуном Воспитательного дома, Московского опекунского совета и членом совета при московском училище Св. Екатерины, управляющим Александровским училищем и главным директором Голицынской больницы, основанной по завещанию его дяди Александра Михайловича.
Проникнутый благочестием, он вёл оживлённую переписку с императрицей Марией Фёдоровной (в основном по делам богоугодных заведений) и состоял в дружеских отношениях с митрополитом Филаретом. Как человек, опытный в придворной жизни, Голицын давал митрополиту советы, как вести себя в отношениях со светскими властями.

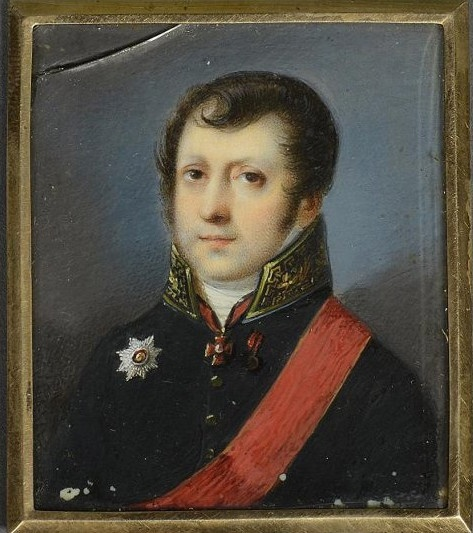
Миниатюра второй половины 1810-х годов

В начале 1830 года назначен попечителем Московского университета и Московского учебного округа. Современники вспоминали Голицына как богатого и добродушного московского вельможу, который «имел возможность делать много добра как для всего учёного персонала вообще, так и для студентов (казённокоштных в особенности)», однако «ровно ничего для университета не делал», практически не посещал его и «не знал, как бы это следовало, да и не имел времени усвоить себе своей прямой обязанности как попечителя округа». Однако, внешне либеральный Голицын предпринял ряд мер, продолжавших административно-полицейский стиль управления Московским университетом, начатый при его предшественнике А. А. Писареве. В 1830—1831 годах Голицын направил несколько записок (на имя министра народного просвещения К. А. Ливена, шефа жандармов А. Х. Бенкендорфа и самого Николая I), в которых предлагал заменить в университете выборного ректора назначенным по представлению попечителя директором из числа высокопоставленных чиновников; настаивал на том, что полная административная власть над университетом должна принадлежать попечителю. В июле 1831 года по предложению Голицына Совет университета утвердил дополнительные правила «о должностях декана», которыми на деканов возлагался контроль за содержанием лекций и поведением на них студентов. В конце 1831 года Голицыным были установлены должности помощников попечителя (их заняли А. Н. Панин и Д. П. Голохвастов), к которым перешёл непосредственный контроль за делами университета. Благодаря их действиям по «наведению порядка» за один лишь 1832/1833 учебный год из Московского университета были исключены 86 студентов и 27 слушателей (всего около пятой части учащихся), что было отчасти обусловлено всплеском студенческого движения после так называемой Маловской истории. Вслед за этим последовал арест участников студенческого кружка Я. И. Костенецкого (так называемое Сунгуровское дело). В 1834 году Голицын возглавил комиссию, расследовавшую деятельность кружка А. И. Герцена и Н. П. Огарёва. В своих мемуарах А. И. Герцен, приговорённый комиссией к ссылке в Вятку, подчёркивал равнодушие попечителя к судьбам молодых людей.
Голицын получил отставку с должности накануне введения университетского устава 1835 года. С 1837 года член Государственного совета (исполнял обязанности председателя), вице-президент комиссии по сооружению храма Христа Спасителя. На государственной службе достиг высшего чина по Табели о рангах — действительного тайного советника 1-го класса (1852), соответствующего уровню государственного канцлера и генерал-фельдмаршала. 
Награждён орденами Св. Владимира 1-й степени (1831), Белого Орла (1839), Св. Андрея Первозванного (1839) и алмазными знаками к нему (1842) и др. Члены императорской фамилии неоднократно, в знак признательности за его добросовестную службу, дарили князю Сергею Михайловичу свои портреты, украшенные бриллиантами.

### Частная жизнь

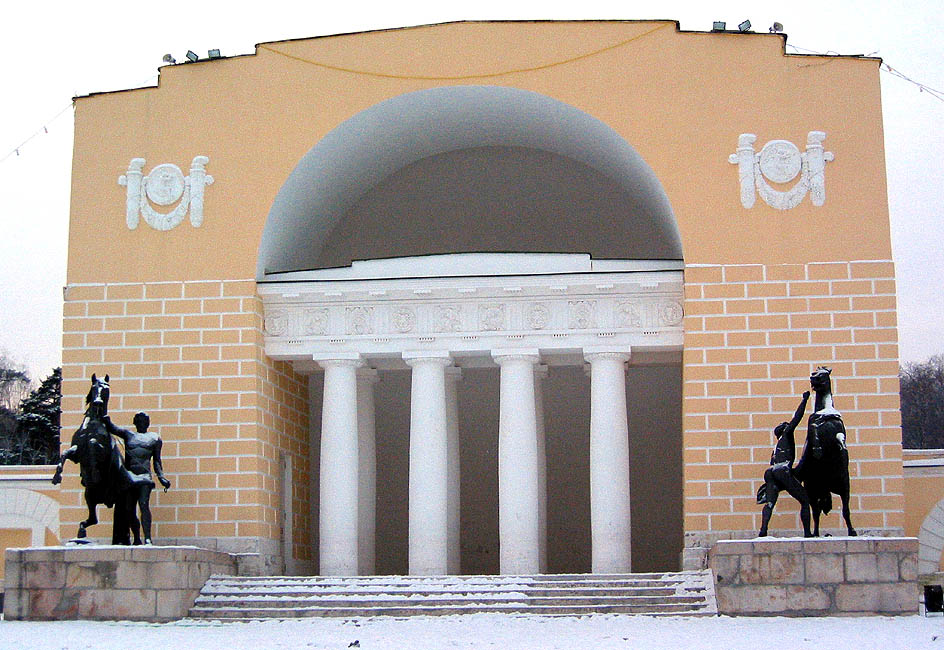
Один из павильонов, построенных по заказу С. М. Голицына в Кузьминках

Был женат с 1799 г. на Авдотье Измайловой — женщине очень красивой, взбалмошной и весьма странной. Вскоре после брака она с ним разъехалась, странствовала по Европе и всюду занимала публику, как красотою своею, так и отступлением странным от всех принятых в общежитии правил. Князь пытался сблизиться с женою, но все его старания были тщетны. Окончательный разрыв состоялся в 1809 году. 

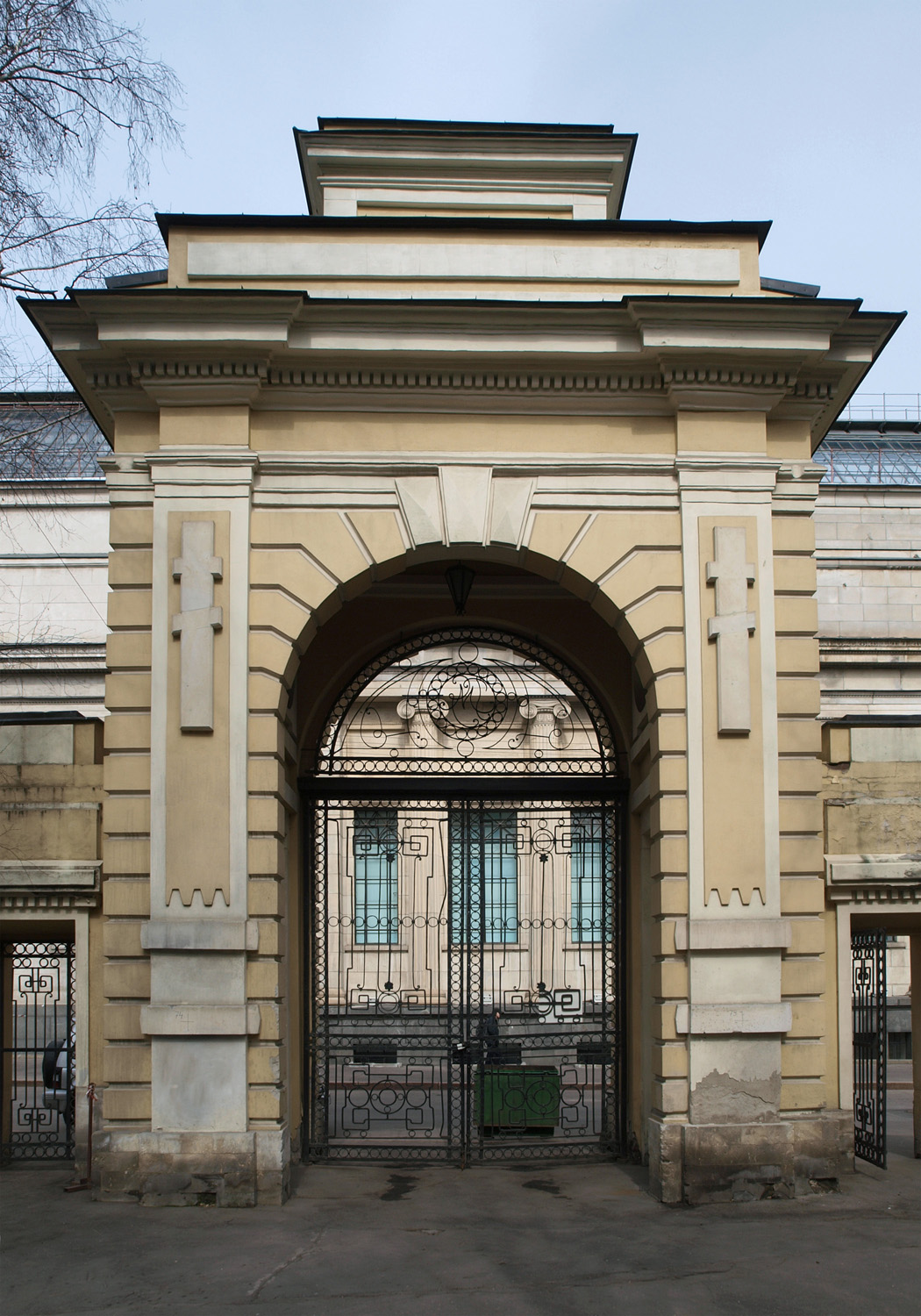
Ворота усадьбы князя Голицына на Волхонке

Голицын имел вблизи Москвы своё любимое имение — Влахернское, или Кузьминки, «где князь постоянно проводил почти половину года, от начала мая до поздней осени». Также ему принадлежало в Московском уезде село Котельники и какое-то имение в Ярославской губернии. Собственно же в Москве ему принадлежало владение на углу современного Камергерского переулка и Тверской улицы. Храмоздатель Троицкой церкви в Широносово Тульской губернии.
В начале 1830-х сватался к фрейлине А. О. Россет, которая была на 35 лет его моложе. Позднее она вспоминала, что уже смирилась «с мыслью идти замуж за старика и поселиться в Москве с пятью старухами, его сёстрами», но брак не состоялся из-за противодействия Авдотьи Ивановны, которая «ему напомнила, что долг платежом красен: когда в молодости она просила разводной, муж на это не согласился, а теперь она не согласилась».
От турчанки, вывезенной с театра военных действий, имел дочь, Екатерину Павловну Розенгейм (1805—1873). Она воспитывалась в доме княгини Т. В. Голицыной и была выдана замуж за Бориса Карловича Данзаса, директора департамента министерства юстиции.
В преклонном возрасте Сергей Михайлович неформально почитался за главу рода Голицыных и платил пенсии многим из нуждающихся своих родственников, иногда весьма дальних. Унаследованное от матери состояние позволяло ему заниматься благотворительностью. Он привечал выпускников Воспитательного дома и оплачивал некоторым из них обучение в университете. По субботам к нему в дом со всех сторон сходились нищие за милостыней. По словам вел. кн. Николая Михайловича
Не отличаясь большим и глубоким умом, Голицын тем не менее сумел создать себе в Москве весьма почётное положение и был одним из самых уважаемых московских старожилов.
7 февраля 1859 года князь Сергей Михайлович Голицын скончался. Литургию над гробом С. М. Голицына служил митрополит Филарет. Похоронен в усадебной церкви. За неимением детей Сергей Михайлович все своё состояние оставил сыну покойного своего брата князя Александра Михайловича — Михаилу, тайно перешедшему в католичество и жившему преимущественно за границей. Его наследство заключало в себе до 25 000 душ крестьян, заводы, соляные варницы, ценные бриллианты и множество движимого имущества.